# Jacenir Silva
Jacenir Silva (Rio de Janeiro, 11 de  fevereiro de 1959) é um ex-futebolista e treinador de futebol brasileiro que jogava como lateral-esquerdo.

## Carreira
Iniciou sua carreira no Campo Grande, em 1978. Jogou pela equipe até 1982, ano em que teve uma curta passagem pelo Flamengo, voltando ao Campusca no ano seguinte. Passou também pelo América-RJ e pelo  Joinville quando foi contratado pelo Corinthians em 1986, com a missão de substituir o ídolo Wladimir. Foram 30 jogos disputados em um ano de clube, mas a falta de espaço fez com que Jacenir defendesse Noroeste, Atlético Paranaense, Novorizontino, Catanduvense e União São João entre 1987 e 1989, antes de voltar ao Timão em 1990, a tempo de sagrar-se campeão brasileiro.
Na reta final da carreira, o lateral-esquerdo atuou por Santo André, Portuguesa, XV de Jaú e Ituano, quando assinou com o Atlanta Silverbacks em 1996. Foram 4 anos defendendo o time da principal cidade da Geórgia antes de se aposentar aos 41 anos.
Posteriormente, Jacenir - que ganhou o apelido de "Jeici" dos norte-americanos, que não conseguiam pronunciar seu nome correto - virou técnico dos Silverbacks no mesmo ano em que deixou os gramados. Treinou ainda o Reinhardt Eagles, o Impact de Montréal, o Rush Soccer, o Al-Jahra e o Kazma, estes últimos do Kuwait, além de trabalhar como auxiliar no Guarani e no Paulista de Jundiaí, onde trabalhou com seu amigo Giba, em 2004.

## Títulos
Corinthians
- Campeonato Brasileiro: 1990
- Supercopa do Brasil: 1991

Joinville
- Campeonato Catarinense: 1985

### Atlético Paranaense
- Campeonato Paranaense: 1988